# Humphrey Mijnals
Humphrey August Mijnals (ur. 21 grudnia 1930 w Moengo, zm. 27 lipca 2019 w Utrecht) – holenderski piłkarz pochodzenia surinamskiego grający na pozycji obrońcy. W swojej karierze rozegrał 3 mecze w reprezentacji Holandii i 46 meczów w reprezentacji Surinamu.

## Kariera klubowa
W swojej karierze piłkarskiej Mijnals grał w klubach z Utrechtu: USV Elinkwijk i DOS Utrecht.

## Kariera reprezentacyjna
W reprezentacji Holandii Mijnals zadebiutował 3 kwietnia 1960 roku w wygranym 4:2 towarzyskim meczu z Bułgarią, rozegranym w Amsterdamie. W kadrze narodowej rozegrał 3 mecze, wszystkie w 1960 roku. Był pierwszym w historii czarnoskórym reprezentantem Holandii. Rozegrał też 46 meczów w reprezentacji Surinamu.